# ホンダ・E型エンジン
ホンダ・E型エンジン（ホンダ・Eがたエンジン）は、1988年（昭和63年）1月から2021年（令和3年）4月まで本田技研工業で製造されていた軽自動車及び初代インサイト用の直列3気筒ガソリンエンジンである。

## 機構

### 第1世代
- E05A/E07A

直列2気筒EH型の後継エンジンとして登場した。D型エンジンを小さくしたような構造を持ち、初代トゥデイに初めて搭載された際は「HYPER 12VALVE ENGINE」と呼ばれていた。
吸・排気バルブを2個ずつ設け、タイミングベルトで駆動されるカムシャフトによりロッカーアームを介し開閉される。点火プラグは燃焼室の天井中央部に取付けられているが、カムシャフトを避けるために上側を吸気バルブ側に傾けている。3連シリンダーボアのアルミダイカスト製シリンダーブロック採用に加え、カムカバーやオイルパンもアルミ製のものが使われた。
キャブレター（サイドドラフト，可変ベンチュリ型）仕様とPGM-FI仕様の2種類が設定され、キャブレター仕様には空燃比をより精密に制御するための二次空気が導入されている（PGM-CARB.：電子制御キャブレター）。PGM-FI仕様はインテークマニホールドの各気筒のポートにインジェクターが取付けられたマルチポイント式ではあるが、コスト削減の為に同時噴射方式（3気筒同時に燃料を噴射）が用いられた。排気ガス浄化は三元触媒により行なわれている。なお、当初は排出ガス規制値の関係で当初乗用車にのみ装着されていたが、その後の法改正に伴い商用車にも適用が拡大されていった。

### MTREC
- E07A

NAエンジンでの高出力化を実現するために、大容量吸気チャンバー下流の各気筒のインテークマニホールドに独立したスロットルバルブを設けている。
空燃比をスロットル開度とエンジン回転数により制御（θTH-Ne）し、鋭いスロットルレスポンスを実現し、アイドリング時はインマニ負圧とエンジン回転数により制御（Pb-Ne：Dジェトロニック）に切り替え、高いアイドル安定性を両立している。燃料噴射はシーケンシャル噴射方式を採用している。
ビートに搭載された仕様では、ECUに大気圧センサーを内蔵しており、θTH-Ne制御時においても空気密度に合わせた噴射量調整を可能にしている。

### 第2世代
- E07Z

1998年10月の軽自動車規格改定に合わせ、環境性能の向上（LEV化）と低燃費を目標に改良が行われた。圧縮比の最適化やダイレクトイグニッションの採用等により燃焼の改善を図り、エンジン直後に装着された三元触媒の高性能化(高セルにより反応面積を拡大)に合わせて、空燃比制御の速度及び精度を向上させた。
燃費性能については、上記燃焼改善のほか、ローラーフォロワ型ロッカーアーム採用等によるフリクションロスの低減や、ノッキング制御採用による低回転トルクの向上により対応された。

### リーンバーンVTEC
- ECA

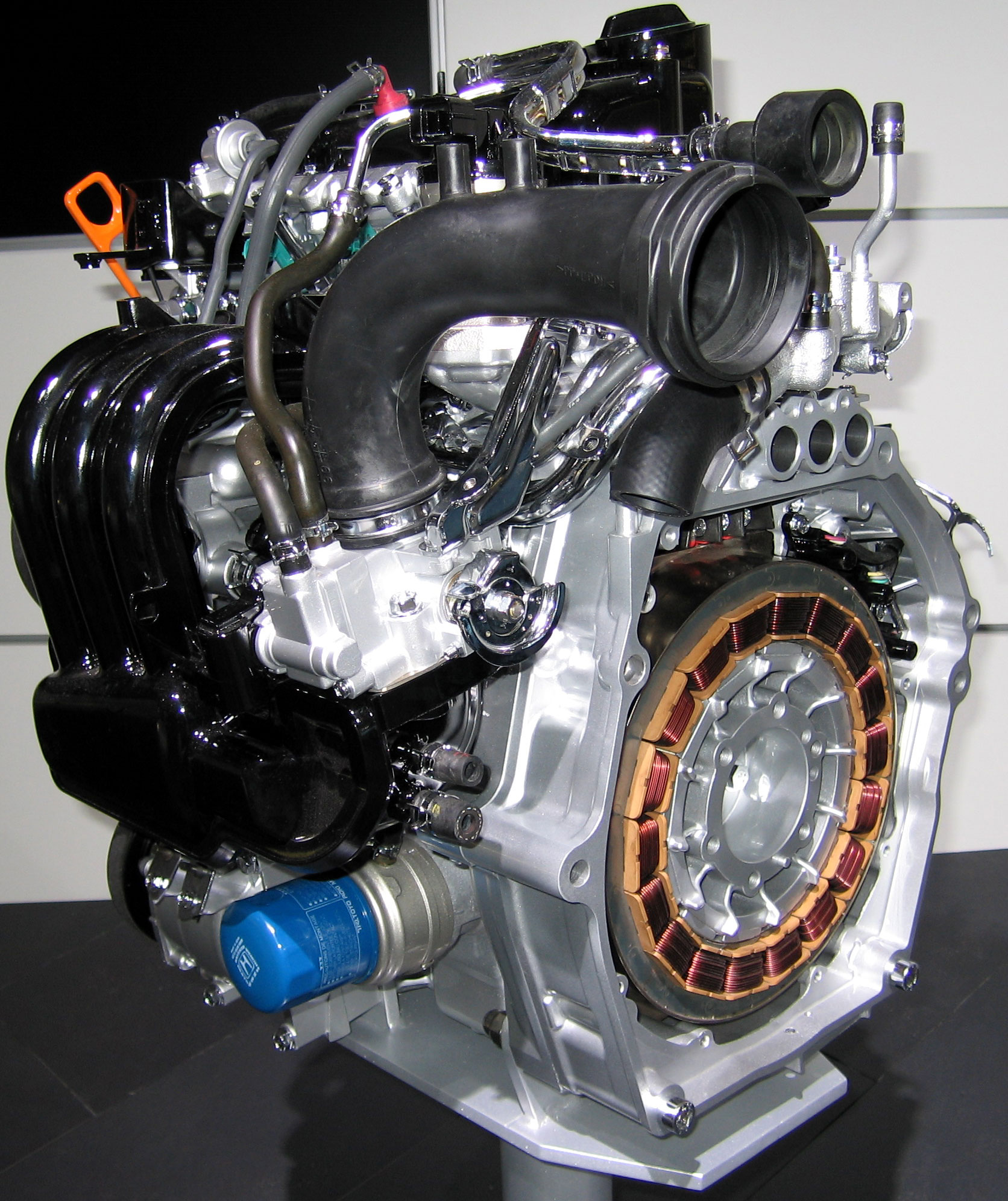
ECA型

ホンダ初のハイブリッドカーであるインサイト用に開発され、アシスト用薄型DCブラシレスモーターをトランスミッションとの間に装着するために、1.0Lの排気量であるが3気筒とし、シリンダーブロックの薄肉スリーブ構造やカムシャフトの駆動をタイミングチェーンにするなどにより、コンパクト化を図った。
VTEC-Eをベースに、VTEC切り替えピンをローラーと同軸にしたローラーフォロワ型ロッカーアームや、吸・排気ロッカーアームのロッカーシャフトを一本化する等によりバルブ挟み角を30度に狭くし、強いスワールを発生させ常用回転域でのリーンバーンを可能にした。リーンバーンに対応したNOx吸着型排気触媒の採用に加えて、エキゾーストマニホールドを無くしシリンダーヘッド内で隣り合う排気ポートを集合させ、排出ガスの熱損失を低減し冷間時でも早期から排気触媒の活性化を可能にした。
その他、クランク軸をシリンダー軸からオフセットさせる等の摩擦低減や、インテークマニホールドやヘッドカバーの樹脂化やオイルパンのマグネシウム合金化による軽量化が行われた。

## 歴史
- 1988年（昭和63年）2月8日にマイナーチェンジされたトゥデイに、550ccのE05Aが初めて採用された。
- 1990年（平成2年）2月23日に発表された新軽規格対応のトゥデイに、660ccのE07Aが初めて採用された。
- 1991年（平成3年）5月15日に発表されたビートに、多連スロットルシステムのMTRECを採用したE07Aが初めて採用された。
- 1998年（平成10年）10月8日に発表された新軽規格対応の3代目ライフと2代目Zに、自然吸気仕様とターボ過給仕様とのE07Zが初めて採用された。
- 1999年（平成11年）9月6日に発表されたインサイトに、リーンバーンVTEC仕様のECAが初めて採用され、IMA（ハイブリッド・システム）と組合わされた。
- 2021年（令和3年）4月、アクティトラック（HA8/9）用のE07Zが製造終了。名実共にE型エンジンは1988年の製造開始から33年の歴史に幕を下ろした。なお、既存のホンダの自動車用エンジンとしては唯一、昭和・平成・令和と三代続いたエンジンの系譜でもあった。

## バリエーション

### E05A
キャブレター
- 弁機構：SOHC ベルト駆動 吸気2 排気2
- 排気量：547cc
- 内径×行程：62.5mm×59.5mm
- 燃料供給装置形式：キャブレター（CVキャブレター）
- 参考スペック（JW2 トゥデイ）
  - 最高出力：26kW(36PS)/6,500rpm
  - 最大トルク：44N·m(4.5kgf·m)/5,200rpm

PGM-FI
- 弁機構：SOHC ベルト駆動 吸気2 排気2
- 排気量：547cc
- 内径×行程：62.5mm×59.5mm
- 燃料供給装置形式：電子制御燃料噴射式（PGM-FI）
- 参考スペック（JW2 トゥデイ）
  - 最高出力：32kW(44PS)/8,000rpm
  - 最大トルク：45N·m(4.6kgf·m)/4,500rpm

### E07A
キャブレター
- 弁機構：SOHC ベルト駆動 吸気2 排気2
- 排気量：656cc
- 内径×行程：66.0mm×64.0mm
- 燃料供給装置形式：キャブレター（CVキャブレター）
- 参考スペック（JA2 トゥデイ）
  - 最高出力：31kW(42PS)/6,000rpm
  - 最大トルク：53N·m(5.4kgf·m)/5,000rpm

PGM-FI
- 弁機構：SOHC ベルト駆動 吸気2 排気2
- 排気量：656cc
- 内径×行程：66.0mm×64.0mm
- 燃料供給装置形式：電子制御燃料噴射式（PGM-FI）
- 参考スペック（JA4 トゥデイ）
  - 最高出力：43kW(48PS)/6,300rpm
  - 最大トルク：57N·m(5.8kgf·m)/5,500rpm

MTREC
- 弁機構：SOHC ベルト駆動 吸気2 排気2
- 排気量：656cc
- 内径×行程：66.0mm×64.0mm
- 燃料供給装置形式：電子制御燃料噴射式（PGM-FI MTREC）
- 参考スペック(A)（PP1 ビート）
  - 最高出力：47kW(64PS)/8,100rpm
  - 最大トルク：60N·m(6.1kgf·m)/7,000rpm
- 参考スペック(B)（JA4 トゥデイ）
  - 最高出力：43kW(58PS)/7,300rpm
  - 最大トルク：60N·m(6.1kgf·m)/6,200rpm

### E07Z
NA
- 弁機構：SOHC ベルト駆動 吸気2 排気2
- 排気量：656cc
- 内径×行程：66.0mm×64.0mm
- 燃料供給装置形式：電子制御燃料噴射式（PGM-FI）
- 参考スペック(A)（HA8/9 アクティトラック）
  - 最高出力：33kW(45PS)/5,500rpm
  - 最大トルク：59N·m(6.0kgf·m)/5,000rpm
- 参考スペック(B)（HH6 アクティバンSDX 4WD 4速AT車）
  - 最高出力：38kW(52PS)/7,000rpm
  - 最大トルク：62N·m(6.3kgf·m)/4,000rpm

ターボ
- 弁機構：SOHC ベルト駆動 吸気2 排気2
- 排気量：656cc
- 内径×行程：66.0mm×64.0mm
- 過給機：ターボチャージャー
- 燃料供給装置形式：電子制御燃料噴射式（PGM-FI）
- 参考スペック（HM1 バモス）
  - 最高出力：47kW(64PS)/6,000rpm
  - 最大トルク：93N·m(9.5kgf·m)/3,700rpm

### ECA
- 弁機構：SOHC VTEC チェーン駆動 吸気2 排気2
- 排気量：995cc
- 内径×行程：72.0mm×81.5mm
- 燃料供給装置形式：電子制御燃料噴射式（PGM-FI）
- 参考スペック（ZE1 インサイト）
  - 最高出力：50kW(70PS)/5,700rpm
  - 最大トルク：92N·m(9.4kgf·m)/4,800rpm

## 搭載されていた車種
E05A
- トゥデイ（JA1/JW2）
- ストリート、アクティバン（HH1/2）
- アクティトラック（HA1/2）

E07A
- トゥデイ（JA2/3/4/5/JW3/4）
- ライフ（JA4）
- ストリート、アクティバン（HH3/4）
- アクティトラック（HA3/4）
- アクティクローラ（HA5）
- ビート（PP1）

E07Z
- ライフ（JB1/2）
- ライフ ダンク（JB3/4）
- Z（PA1）
- ザッツ（JD1/2）
- ホンダ・バモスホビオ
- アクティトラック（HA6/7/8/9）
- アクティバン（HH5/6）
- バモス ／バモスホビオ（HM1/2）
- バモス ホビオ プロ（HJ1/2）

ECA
- インサイト（ZE1）